# Список об'єктів Світової спадщини ЮНЕСКО в Лівії
У списку об'єктів Світової спадщини ЮНЕСКО у Лівії налічується 5 найменувань (станом на 2016 рік).
| № | Зображення | Назва                                               | Місцеположення | Час створення         | Час внесення до списку | №                                                  | Критерії    |
| - | ---------- | --------------------------------------------------- | -------------- | --------------------- | ---------------------- | -------------------------------------------------- | ----------- |
| 1 |            | Археологічні пам'ятки Лептіс-Магни                  | —              | близько 1100 до н. е. | 1982                   | 183 [Архівовано 25 грудня 2018 у Wayback Machine.] | i, ii, iii  |
| 2 |            | Археологічні пам'ятки Сабрати                       | —              | близько 500 до н. е.  | 1982                   | 184 [Архівовано 25 грудня 2018 у Wayback Machine.] | iii         |
| 3 |            | Археологічні пам'ятки Кірени                        | місто Кирена   | 630 до н. е.          | 1982                   | 190 [Архівовано 25 грудня 2018 у Wayback Machine.] | ii, iii, vi |
| 4 |            | Ділянки наскельного живопису в горах Тадрарт-Акакус | —              | —                     | 1985                   | 287 [Архівовано 25 грудня 2018 у Wayback Machine.] | iii         |
| 5 |            | Стародавнє місто Гадамес                            | Гадамес        | —                     | 1986                   | 362 [Архівовано 25 грудня 2018 у Wayback Machine.] | v           |